# Boyce Brown
Boyce Brown, OSM (Brother Matthew), (* 16. April 1910 in Chicago; † 30. Januar 1959 in Hillside (Wisconsin)) war ein US-amerikanischer Saxophonist (Altsaxophon) des Chicago-Jazz.

## Leben und Wirken
Brown galt unter den Chicago-Musikern als exzentrische Figur, der nicht ihrem exzessiven Lebensstil folgte. Er war introvertiert, lebte bei seiner Mutter, hörte klassische Musik von Frederick Delius und Claude Debussy und las Philosophie. Er war als Kind von schwacher Konstitution und erhielt Saxophon-Unterricht, um seine Atmung zu stärken. 
Es gab von ihm nur wenige Aufnahmen. Zuerst 1935 mit dem Friars Society Orchestra von Paul Mares, der damit an seine New Orleans Rhythm Kings wieder anknüpfen wollte. Er ist dort unter anderem mit einem Solo in Nagasaki zu hören und in Maple Leaf Rag, Reincarnation, The Land of Dreams (i. e. Basin Street Blues). Im März/April 1935 nahm er mit Charles LaVere and his Chicagoans auf, was allerdings erst sehr viel später veröffentlicht wurde. Im Oktober 1939 nahm er in der Band von Jimmy McPartland für die Decca-Box Chicago Jazz auf (u. a. ein Solo auf China Boy, Jazz me Blues). George Avakian hob in den Liner Notes seine sehr individuelle, unorthodoxe Interpretation hervor und bewertet sein Solo als perfekt ausgeführt, schnell, voller Note, aber völlig logisch und bewundernswert erdacht. Noch Jahrzehnte später sagte Avakian in einem Interview, dass ihn Browns Spiel damals verblüfft und umgehauen hätte. Diese Zeit war der Höhepunkt seiner Karriere, und 1940 gewann er den Leser-Poll des Down Beat für Altsaxophon. Er nahm noch einmal 1940 in Chicago auf (für Collector’s Item, zwei Seiten I Surrender Dear und On a Blues Kick, mit Wild Bill Davison, Kornett, Mel Henke, Klavier, Walter Ross, Bass, Joe Kahn, Schlagzeug), und es existieren noch einige weitere Aufnahmen aus den 1940er Jahren, teilweise unveröffentlicht (u. a. eine Session unter Leitung von Pete Daily und Frank Melrose, als Bluesiana bei Delmark veröffentlicht) und teilweise verloren (so ein 1945 Jimmie Noone Memorial Concert in Chicago für das Label von John Steiner). Danach verschwand er aus der Szene.
1952 trat er zum Katholizismus über und trat 1953 als Mönch in ein Kloster des Serviten-Ordens bei Granville (Wisconsin) ein; 1956 nahm er noch einmal unter dem Namen Brother Matthew auf, wobei seine Begleitung von Eddie Condon organisiert wurde (Brother Matthew with Eddie Condon’s Jazz Band, ABC-Paramount, mit Eddie Condon, der die Leitung hatte, aus vertragsrechtlichen Gründen aber nicht selbst spielte, Ernie Caceres, Wild Bill Davison, Pee Wee Russell, George Wettling, Cutty Cutshall, Gene Schroeder, Klavier, Bob Casey, Bass, Condons Schwager Paul Smith, Gitarre). Von den Aufnahmen, mit denen er Geld für sein Kloster sammeln wollte, existieren Fotos mit Brown in Mönchsrobe. Drei Jahre später starb er an einem Herzanfall.
Er schrieb Gedichte, eines davon ist mit einer Zeichnung in Scrapbook of Jazz von Eddie Condon und handelt von vorzüglichem Marihuana.
Brown konnte schlecht sehen und spielte deshalb vor allem in kleinen Gruppen. Seine Angewohnheit beim Spiel seinen Hals wie ein Vogel vorzustrecken, war einer der Gründe, warum er bei einem Vorspiel für die Bigband der Dorsey Brüder nicht genommen wurde, und seine Angewohnheit sich vor dem Auftritt zu bekreuzigen irritierte Clubbesitzer.